# Мажибаев, Кайрат Куанышбаевич
Кайра́т Куанышба́евич Мажиба́ев (род. 5 января 1968, Алма-Ата) — казахстанский бизнесмен и общественный деятель.

## Биография
Родился в казахской семье. В 1991 году окончил педиатрический факультет Алма-Атинского медицинского института и клиническую ординатуру там же; кандидат медицинских наук.
В 2004 году завершил 3-летнюю программу «Owner / President Management» в Гарвардской школе бизнеса.
В 1994 году основал компанию RG Brands и группу компаний «Resmi». ТОО «RG Brands Kazakhstan» в 2010 году стало победителем Алтын сапа в номинации «Лучшее предприятие, выпускающее товары для населения».
В 1994—2008 годах — председатель наблюдательного совета и президент группы компаний «Resmi». В разные годы являлся членом Советов директоров АО «БТА», компании по страхованию жизни «Династия», «KBS GARANT», «БТА Страхование», НПФ «Курмет», КУПА «Premier Asset Management», НПФ «Республика», Национального инновационного фонда, АО «Казтелерадио» (2009—2010); независимым директором Kazakhstan Growth Fund (2009—2012).
Председатель совета директоров компаний:
- АО «Инвестиционный финансовый дом „Resmi“»[7] (с октября 2004)
- АО «RG Brands» (с октября 2004)[8]

Член совета директоров компаний:
- Kazakhstan Growth Fund (KGF)[7]

Председатель наблюдательного совета компаний:
- ТОО «Innova Investment» (с мая 2005)
- ТОО «Resmi Прямые инвестиции» (с мая 2013)

Независимый директор:
- АО «Казына Капитал Менеджмент» (с 2013)[3].

В бизнес-практике К. К. Мажибаева более 20 успешных проектов с доходностью 35 % IRR.
Свободно владеет казахским, русским, английским языками.

### Семья
Отец — Куанышбай Абдикеримович Мажибаев, доктор медицинских наук, профессор; до 2005 года — директор Научного центра педиатрии и детской хирургии Республики Казахстан.
Мать — Римма Базарбекова, доктор медицинских наук, профессор.
Женат. Воспитывает трёх сыновей.

## Общественная деятельность
Входит в состав следующих общественных организаций и объединений:
- Совет предпринимателей при Президенте Республики Казахстан[7][3] (с 2006)
- Казахстанская ассоциация независимых директоров[3] (с 2006) — член наблюдательного совета
- Казахстанско-французский деловой совет[3] (с 2008)
- Координационный совет по разработке Государственной программы форсированного индустриально-инновационного развития Казахстана[3] (с 2010)
- Управляющий комитет по разработке проекта «Совершенствование модели финансирования второй пятилетки программы индустриализации Республики Казахстан» АО «НУХ „Байтерек“»[3] (с 2013)
- Почётный консул Ирландии в Казахстане (с 2013)[3]
- Национальная палата предпринимателей Казахстана (с 2013) — член президиума, председатель комитета торговли[3], член комитета финансового сектора.

## Награды и признание
- Победитель национального этапа конкурса «Предприниматель года-2007»[5].
- Почётное звание «Предприниматель года Казахстана» (Ernst & Young, 2007)[7][3].